# Krasnouralsk
Krasnouralsk - Красноуральск (rus) és una ciutat de l'óblast de Sverdlovsk, a Rússia. Es troba al vessant oriental dels Urals, a 172 km al nord de Iekaterinburg i a 1.382 a l'est de Moscou.

## Història
La primera colonització del territori de la vila actual es remunta al 1832 amb la descoberta de jaciments d'or. Al segle xix també s'hi trobaren jaciments de coure, i l'explotació començà el 1925 per part de la companyia Bogomolstroi.
La vila aconseguí l'estatus de possiólok (poble) el 1931 i el de ciutat el 1932.